# Flugunfall einer Antonow An-24 der CAAC bei Changsha 1980
Der Flugunfall einer Antonow An-24 der CAAC bei Changsha 1980 ereignete sich am 20. März 1980. An diesem Tag verunfallte eine Antonow An-24RW der CAAC auf einem inländischen Linienflug von Kunming nach Changsha mit einem planmäßigen Zwischenstopp in Guiyan. Während eines Fehlanfluges am Flughafen Changsha-Datuopu kam es zu einem Strömungsabriss, wobei die Maschine zu Boden stürzte und alle 26 Insassen starben.

## Maschine
Bei der betroffenen Maschine handelte es sich um eine im Jahr 1974 gebaute Antonow An-24RW mit der Werknummer 47309403 und der Modellseriennummer 094-03. Die Maschine wurde anschließend in die Volksrepublik China exportiert und ging mit dem Luftfahrzeugkennzeichen B-484 bei der Fluggesellschaft CAAC in Betrieb. Das zweimotorige Kurzstrecken-Passagierflugzeug war mit zwei Turboprop-Triebwerken des Typs Iwtschenko AI-24A ausgestattet.

## Passagiere und Besatzung
Den Flug auf dem Flugabschnitt von Guiyan nach Changsha hatten 19 Passagiere angetreten. Es befand sich eine siebenköpfige Besatzung an Bord.

## Unfallhergang
Während eines Durchstartmanövers kam es an der Maschine zu einem Strömungsabriss, die Antonow stürzte in ein Feld und ging in Flammen auf.

## Ursache
Berichten zufolge sei die Maschine nicht korrekt für eine Landung ausgerichtet gewesen.